# Jean-Pierre Pierie
Jean-Pierre Pierie (31 januari 1967) is een Nederlands voormalig hockeyspeler en hoogleraar medisch onderwijs aan de Rijksuniversiteit Groningen.
Hij doorliep de gehele hockeyschool van de KNHB (Ned Jeugd B en A, Jong Oranje) en debuteerde in het Nederlands hockeyelftal in 1988 tijdens een wedstrijd in Luton, Engeland. Tot 1993 speelde hij 33 interlands. Hij speelde van 1985 tot 1995 bij SV Kampong in Utrecht in de Hoofdklasse, waar hij ook een paar jaar aanvoerder was. 
Met het nationale team won hij zilver in Melbourne, Australië (1990) bij het toernooi om de Champions Trophy en zilver op het Europees kampioenschap in Parijs, Frankrijk (1991). Met Kampong won hij de Europa-cup II in Terrassa, Spanje (1991).
Hij is de vader van de bij Excelsior spelende voetballer Kik Pierie.